# Alchemilla hadacii
Alchemilla hadacii é uma espécie de rosácea do gênero Alchemilla, pertencente à família Rosaceae.